# Lista zabytków we Fgurze
To jest lista zabytków w miejscowości Fgura na Malcie, które są umieszczone na liście National Inventory of the Cultural Property of the Maltese Islands.

## Lista
| Nazwa zabytku                                    | Lokalizacja   | Współrzędne                                   | Nr na liście NICPMI | Zdjęcie |
| ------------------------------------------------ | ------------- | --------------------------------------------- | ------------------- | ------- |
| Kościół parafialny pw. Matki Bożej z Góry Karmel | Triq Hompesch | 35°52′22,4″N 14°31′15,2″E/35,872889 14,520889 | 00009               |         |